# Crée
La crée est un rouleau de toile fine, de lin le plus souvent, destinée à fabriquer le linge de corps.

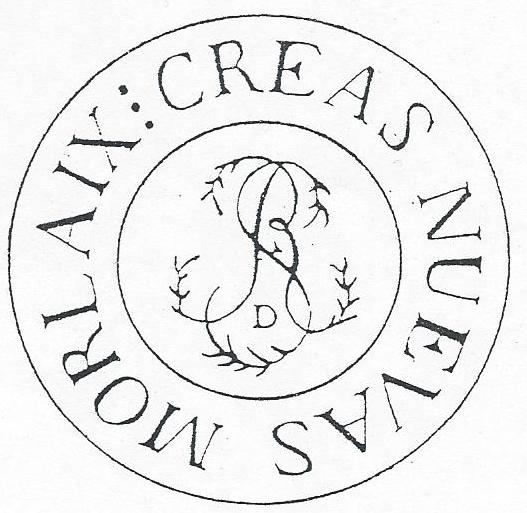
Marque du bureau des toiles de Morlaix datant de la fin du XVIIe siècle.

Le mot crée provient du breton krez qui signifie chemise. Elles étaient appelées aussi Rosconnes, du nom du port de Roscoff, qui en avait le monopole d'exportation avec Morlaix, puis ultérieurement Landerneau.
Chaque pièce est longue de 100 aunes (122 mètres), sa largeur étant d'une demi-aune ou de trois-quarts d'aune.
Les crées sont destinées essentiellement à l'exportation vers l'Angleterre et la péninsule ibérique.
Vers 1680, le Léon, en Bretagne, est la deuxième région toilière de France après celle de Rouen, sa production atteignant 80 000 pièces de toile (20 000 vers 1600).

« La quasi-totalité de la production toilière est le fait de tisserands ruraux, et surtout de paysans-tisserands. Ceux-ci venaient prendre livraison du fil chez leur paysan-marchand, et ils revenaient quelques semaines plus tard rapporter leur pièce de toile. Il fallait environ un mois pour fabriquer une pièce de 122 mètres. En 1788, la zone toilière du Léon comptait un peu plus de 400 paysans-marchands et quelque 3 000 métiers à tisser (...) [Cette zone toilière] fabrique annuellement 80 000 pièces de toile de lin, soit près de 10 000 kilomètres. »

Les crées du Léon sont tissées avec du lin cultivé sur la côte nord du Pays de Léon. Elles sont tissées à l'intérieur des terres dans les pays de Morlaix, Landerneau, Daoulas. Elles sont contrôlées sous l'Ancien régime par une corporation morlaisienne, la Manufacture des crées du Léon.
D'autres crées étaient fabriquées dans l'arrière pays du Trégor et de la Penthièvre.

## Sources
1. ↑  « Toile, Crée rosconne », sur www.collections.musee-bretagne.fr (consulté le 6 septembre 2021)
2. ↑  Louis Elegoët, Les paysans-marchands de toiles de lin du Léon, in "Du lin à la toile. la proto-industrie textile en Bretagne", sous la direction de Jean Martin et Yvon Pellerin, Presses universitaires de Rennes, 2008,  (ISBN 978-2-7535-0560-5)
3. ↑  Andrée Le Gall-Sanquer, Jean-Luc Richard, Marie-Louise Richard, "L'or bleu (An aour glaz) : le lin au pays de Landerneau-Daoulas", Association Dourdon, Cloître Imprimeurs, 2005, [ (ISBN 2-9505493-1-4)]
4. ↑  « Manufacture rurale - Lin et Chanvre en Bretagne », sur www.linchanvrebretagne.org (consulté le 6 septembre 2021)
5. ↑  « Kanndi, Saint-Thégonnec », sur Topic-topos